# Prima Lega 1987-1988 (calcio)
La Prima Lega B 1987-1988, campionato svizzero di terza serie, si concluse con la promozione in LNB Urania Ginevra, Emmenbrücke e Glarus. Il titolo di campione della Prima Lega non fu disputato e assegnato.

## Qualificazioni

### Gruppo 1

#### Classifica
|  | Pos. | Squadra         | Pt | G  | V  | N  | P  | GF | GS | DR  |
|  | ---- | --------------- | -- | -- | -- | -- | -- | -- | -- | --- |
|  | 1.   | Urania Ginevra  | 38 | 26 | 17 | 4  | 5  | 60 | 32 | +28 |
|  | 2.   | Châtel-St-Denis | 36 | 26 | 15 | 8  | 5  | 52 | 32 | +20 |
|  | 3.   | Raron           | 32 | 26 | 11 | 10 | 5  | 34 | 26 | +8  |
|  | 4.   | Echallens       | 29 | 26 | 12 | 5  | 9  | 50 | 39 | +11 |
|  | 5.   | Le Locle-Sports | 27 | 26 | 10 | 7  | 9  | 35 | 37 | -2  |
|  | 6.   | Stade Lausanne  | 27 | 26 | 9  | 9  | 8  | 25 | 28 | -3  |
|  | 7.   | Aigle           | 25 | 26 | 8  | 9  | 9  | 35 | 34 | +1  |
|  | 8.   | Folgore Losanna | 25 | 26 | 9  | 7  | 10 | 29 | 29 | 0   |
|  | 9.   | Colombier       | 24 | 26 | 9  | 6  | 11 | 36 | 37 | -1  |
|  | 10.  | Monthey         | 23 | 26 | 6  | 11 | 9  | 35 | 37 | -2  |
|  | 11.  | Grand-Lancy     | 23 | 26 | 7  | 9  | 10 | 30 | 32 | -2  |
|  | 12.  | Boudry          | 23 | 26 | 8  | 7  | 11 | 34 | 50 | -16 |
|  | 13.  | Leytron         | 18 | 26 | 7  | 4  | 15 | 29 | 47 | -18 |
|  | 14.  | Vernier         | 14 | 26 | 4  | 5  | 16 | 33 | 57 | -24 |

Legenda:

      Ammesso alle qualificazioni per la promozione in Lega Nazionale B 1988-1989.
 Va agli spareggi retrocessione.
      Retrocesso in Seconda Lega 1988-1989.
Note:

Due punti a vittoria, uno a pareggio, zero a sconfitta.

### Gruppo 2

#### Classifica
|  | Pos. | Squadra              | Pt | G  | V  | N  | P  | GF | GS | DR  |
|  | ---- | -------------------- | -- | -- | -- | -- | -- | -- | -- | --- |
|  | 1.   | Lyss                 | 36 | 26 | 13 | 10 | 3  | 43 | 20 | +23 |
|  | 2.   | Thun                 | 35 | 26 | 14 | 7  | 5  | 68 | 36 | +32 |
|  | 3.   | Laufen               | 30 | 26 | 7  | 16 | 3  | 37 | 27 | +10 |
|  | 4.   | Burgdorf             | 27 | 26 | 10 | 7  | 9  | 47 | 44 | +3  |
|  | 5.   | Rapid Ostermundingen | 27 | 26 | 8  | 11 | 7  | 43 | 49 | -6  |
|  | 6.   | Berna                | 26 | 26 | 9  | 8  | 9  | 36 | 37 | -1  |
|  | 7.   | Central Friburgo     | 25 | 26 | 7  | 11 | 8  | 36 | 55 | -19 |
|  | 8.   | Breitenbach          | 24 | 26 | 11 | 2  | 13 | 50 | 39 | +11 |
|  | 9.   | Moutier              | 24 | 26 | 8  | 8  | 10 | 48 | 47 | +1  |
|  | 10.  | Delémont             | 23 | 26 | 8  | 7  | 11 | 57 | 65 | -8  |
|  | 11.  | Friburgo             | 23 | 26 | 8  | 7  | 11 | 47 | 49 | -2  |
|  | 12.  | Köniz                | 22 | 26 | 8  | 6  | 12 | 34 | 50 | -16 |
|  | 13.  | Dürrenast            | 22 | 26 | 6  | 10 | 10 | 37 | 46 | -9  |
|  | 14.  | Baudepartement       | 20 | 26 | 6  | 8  | 12 | 37 | 49 | -12 |

Legenda:

      Ammesso alle qualificazioni per la promozione in Lega Nazionale B 1988-1989.
 Va agli spareggi retrocessione.
      Perde lo spareggio retrocessione.
      Retrocesso in Seconda Lega 1988-1989.
Note:

Due punti a vittoria, uno a pareggio, zero a sconfitta.

#### Spareggio salvezza
|       | Risultato |           | Luogo e data                |  |
| ----- | --------- | --------- | --------------------------- |  |
| Köniz | 1 - 0     | Dürrenast | a Burgdorf, manca data 1988 |  |
|       |           |           |                             |  |

### Gruppo 3

#### Classifica
|  | Pos. | Squadra       | Pt | G  | V  | N  | P  | GF | GS | DR  |
|  | ---- | ------------- | -- | -- | -- | -- | -- | -- | -- | --- |
|  | 1.   | Emmenbrücke   | 36 | 26 | 14 | 8  | 4  | 54 | 18 | +36 |
|  | 2.   | Buochs        | 36 | 26 | 13 | 10 | 3  | 52 | 29 | +23 |
|  | 3.   | Suhr          | 36 | 26 | 14 | 8  | 4  | 41 | 23 | +18 |
|  | 4.   | Kriens        | 34 | 26 | 13 | 8  | 5  | 47 | 26 | +21 |
|  | 5.   | Einsiedeln    | 29 | 26 | 11 | 7  | 8  | 57 | 48 | +9  |
|  | 6.   | FC Zugo       | 28 | 26 | 11 | 6  | 9  | 39 | 32 | +7  |
|  | 7.   | Ascona        | 27 | 26 | 10 | 7  | 9  | 34 | 39 | -5  |
|  | 8.   | Muri          | 25 | 26 | 8  | 9  | 9  | 33 | 33 | 0   |
|  | 9.   | Klus/Balsthal | 25 | 26 | 9  | 7  | 10 | 32 | 40 | -8  |
|  | 10.  | Mendrisio     | 24 | 26 | 7  | 10 | 9  | 32 | 32 | 0   |
|  | 11.  | Tresa         | 21 | 26 | 7  | 7  | 12 | 30 | 39 | -9  |
|  | 12.  | Altdorf       | 20 | 26 | 6  | 8  | 12 | 32 | 52 | -20 |
|  | 13.  | Sursee        | 15 | 26 | 5  | 5  | 16 | 41 | 64 | -23 |
|  | 14.  | Goldau        | 8  | 26 | 3  | 2  | 21 | 25 | 74 | -49 |

Legenda:

      Ammesso alle qualificazioni per la promozione in Lega Nazionale B 1988-1989.
 Va agli spareggi retrocessione.
      Retrocesso in Seconda Lega 1988-1989.
Note:

Due punti a vittoria, uno a pareggio, zero a sconfitta.

#### Spareggio per l'accesso ai play-off
|      | Risultato   |        | Luogo e data             |  |
| ---- | ----------- | ------ | ------------------------ |  |
| Suhr | 1 - 2 (dts) | Buochs | a Sursee, 24 maggio 1988 |  |
|      |             |        |                          |  |

### Gruppo 4

#### Classifica
|  | Pos. | Squadra         | Pt | G  | V  | N  | P  | GF | GS | DR  |
|  | ---- | --------------- | -- | -- | -- | -- | -- | -- | -- | --- |
|  | 1.   | Glarus          | 37 | 26 | 13 | 11 | 2  | 32 | 12 | +20 |
|  | 3.   | Rorschach       | 31 | 26 | 12 | 7  | 7  | 30 | 28 | +2  |
|  | 2.   | Herisau         | 31 | 26 | 11 | 9  | 6  | 35 | 30 | +5  |
|  | 4.   | Vaduz           | 30 | 26 | 12 | 6  | 8  | 47 | 26 | +21 |
|  | 5.   | Kilchberg       | 29 | 26 | 11 | 7  | 8  | 35 | 35 | 0   |
|  | 6.   | Altstätten      | 28 | 26 | 10 | 8  | 8  | 43 | 34 | +9  |
|  | 7.   | Red Star Zurigo | 27 | 26 | 9  | 9  | 8  | 30 | 29 | +1  |
|  | 8.   | Tuggen          | 26 | 26 | 9  | 8  | 9  | 41 | 33 | +8  |
|  | 9.   | Brüttisellen    | 25 | 26 | 8  | 9  | 9  | 38 | 34 | +4  |
|  | 10.  | Frauenfeld      | 24 | 26 | 9  | 6  | 11 | 28 | 42 |     |
|  | 11.  | Stäfa           | 22 | 26 | 7  | 8  | 11 | 36 | 49 |     |
|  | 12.  | Dübendorf       | 20 | 26 | 7  | 6  | 13 | 29 | 41 | -12 |
|  | 13.  | Küsnacht        | 20 | 26 | 4  | 12 | 10 | 24 | 28 | -4  |
|  | 14.  | Embrach         | 14 | 26 | 2  | 10 | 14 | 14 | 41 | -27 |

Legenda:

      Ammesso alle qualificazioni per la promozione in Lega Nazionale B 1988-1989.
 Perde lo spareggio promozione.
      Va agli spareggi retrocessione e li perde.
      Retrocesso in Seconda Lega 1988-1989.
Note:

Due punti a vittoria, uno a pareggio, zero a sconfitta.

#### Spareggio per l'accesso ai play-off
|           | Risultato |         | Luogo e data                |  |
| --------- | --------- | ------- | --------------------------- |  |
| Rorschach | 2 - 0     | Herisau | a San Gallo, 24 maggio 1988 |  |
|           |           |         |                             |  |

#### Spareggio salvezza
|           | Risultato |          | Luogo e data                 |  |
| --------- | --------- | -------- | ---------------------------- |  |
| Dübendorf | 3 - 2     | Küsnacht | a Kilchberg, manca data 1988 |  |
|           |           |          |                              |  |

## Spareggi promozione
|                 | Risultato |                 | Luogo e data   |  |
| --------------- | --------- | --------------- | -------------- |  |
| Thun            | 4 - 4     | Emmenbrücke     | 29 maggio 1988 |  |
| Châtel-St-Denis | 1 - 1     | Glarus          | 29 maggio 1988 |  |
| Urania Ginevra  | 5 - 1     | Buochs          | 29 maggio 1988 |  |
| Rorschach       | 2 - 0     | Lyss            | 29 maggio 1988 |  |
| Emmenbrücke     | 4 - 1     | Thun            | 4 giugno 1988  |  |
| Glarus          | 3 - 0     | Châtel-St-Denis | 4 giugno 1988  |  |
| Buochs          | 1 - 1     | Urania Ginevra  | 4 giugno 1988  |  |
| Küsnacht        | 2 - 1     | Rorschach       | 4 giugno 1988  |  |
| Urania Ginevra  | 0 - 0     | Glarus          | 11 giugno 1988 |  |
| Emmenbrücke     | 1 - 0     | Rorschach       | 11 giugno 1988 |  |
| Glarus          | 1 - 2     | Urania Ginevra  | 18 giugno 1988 |  |
| Rorschach       | 2 - 1     | Emmenbrücke     | 18 giugno 1988 |  |
|                 |           |                 |                |  |